# Dicranota noveboracensis
Dicranota noveboracensis är en tvåvingeart som beskrevs av Alexander 1914. Dicranota noveboracensis ingår i släktet Dicranota och familjen hårögonharkrankar. Inga underarter finns listade i Catalogue of Life.